# Equació diferencial funcional
Una equació diferencial funcional és una equació diferencial amb argument desviant. És a dir, una equació diferencial funcional és una equació que conté una funció i algunes de les seves derivades avaluades amb diferents valors d'argument.
Les equacions diferencials funcionals s'utilitzen en models matemàtics que suposen que un comportament o fenomen determinat depèn de l'estat present i passat d'un sistema. En altres paraules, els esdeveniments passats influeixen explícitament en els resultats futurs. Per aquest motiu, les equacions diferencials funcionals són més aplicables que les equacions diferencials ordinàries (ODE), en les quals el comportament futur només depèn implícitament del passat.

## Definició
A diferència de les equacions diferencials ordinàries, que contenen una funció d'una variable i les seves derivades avaluades amb la mateixa entrada, les equacions diferencials funcionals contenen una funció i les seves derivades avaluades amb diferents valors d'entrada.
- Un exemple d'equació diferencial ordinària seria {\displaystyle f'(x)=2f(x)+1}
- En comparació, seria una equació diferencial funcional {\displaystyle f'(x)=2f(x+3)-[f(x-1)]^{2}}

El tipus més simple d' equació diferencial funcional anomenada equació diferencial funcional retardada o equació diferencial retardada, té la forma
{\displaystyle x'(t)=f{\bigl (}t,x(t),x(t-r){\bigr )}}

### Exemples
L'equació diferencial funcional més senzilla i fonamental és l'equació diferencial de retard lineal de primer ordre  que ve donada per
{\displaystyle x'(t)=\alpha _{1}x(t)+\alpha _{2}x(t-\tau )+f(t),t\geq 0}
on {\displaystyle \alpha _{1},\alpha _{2},\tau } són constants, {\displaystyle f(t)} és una funció contínua, i {\displaystyle x} és un escalar. A continuació es mostra una taula amb una comparació de diverses equacions diferencials ordinàries i funcionals.
|          | Equació diferencial ordinària                            | Equació diferencial funcional                             |
| -------- | -------------------------------------------------------- | --------------------------------------------------------- |
| Exemples | {\displaystyle f'(x)=x^{2}-3}                            | {\displaystyle f'(x)=3x-f(x-4)}                           |
| Exemples | {\displaystyle f'(x)=f(x)-8}                             | {\displaystyle x'(t)=3x(2t)-{\bigl [}x(t-1){\bigr ]}^{2}} |
| Exemples | {\displaystyle F{\bigl (}t,x(t),x'(t),x''(t){\bigr )}=0} | {\displaystyle 2x(3t+1)-5x(4t)=1}                         |
| Exemples | {\displaystyle f'(x)=4f(x)-3x}                           |                                                           |